# سليم مطر
ولد سليم مطر في بغداد 1956 لعائلة مهاجرة من العمارة، محافظة ميسان. انتمى للحزب الشيوعي العراقي وغادر أواخر عام 1978 بعد فشل ما سمي بالجبهة الوطنية.
بعد حوالي ثلاثة اعوام من التجوال في الشرق الأوسط استقر في جنيف نهاية عام 1981، حيث تعلم الفرنسية وثم درس في معهد التنمية التابع لجامعة جنيف المختص بعلم اجتماع العالم الثالث.

## مفهوم الهوية الوطنية والامة العراقية
في سويسرا، بدأ (سليم مطر) يراجع ايمانه الشيوعي وخصوصا في ناحيتين: الفكرة الاممية المتطرفة الرافضة للهوية الوطنية. كذلك الرؤية الفلسفية الماركسية المادية الرافضة للدين والروحانية. ومع السنوات تحول من: (اممي مادي)، إلى: (روحاني إنساني)، أي مؤمن بالقوى الروحانية الكونية، ولكن بلا عقيدة دينية محددة، بل منفتح ودارس لمختلف العقائد الدينية الروحانية في العالم اجمع.
من اولى خواص هذه (الروحانية الإنسانية) الايمان بأن (الداخل اساس الخارج) و (الذات الفردية تحمل في داخلها جوهر الكون). ومن دون الاعتراف وتفعيل (الداخل الذاتي) يستحيل التأثير على (الخارج الكوني). فلا يمكن الايمان حقا بأله الكون دون الايمان اولا بذاتك الفردية. ومن دون الايمان والانتماء إلى شعبك ووطنك، لا يمكنك ان تؤمن وتنتمي إلى الإنسانية جمعاء.
على هذا الاساس الفلسفي شرع بالاشتغال على (مفهوم الهوية الوطنية). فهو يعتبر مؤسس تيارا ثقافيا يطلق عليه (هوية الأمة العراقية). من خلال مقالاته وكتبه العديدة (الفكرية والروائية) ومجلته الثقافية (ميزوبوتاميا كان أول وأكبر من كتب واسس ثقافيا لهذا المفهوم الثقافي الجديد الذي لم يمكن متداولا في الثقافة والسياسية العراقية قبل اعوام التسعينات. ولقد اسس لهذا التيار الثقافي من خلال كتابه المعروف (الذات الجريحة)(1996 / 500 صفحة)، الذي صدر بعدة طبعات عراقية وعربية، وتم تدريسه في عدة جامعات عراقية. وفيه شرح هذا المفهوم في حالة العراق بالإضافة إلى بلدان الشام وعموم العالم العربي، إنسانيا وتاريخيا وسياسيا. واعتبر ان المعضلة الكبرى للعراق ان نخبه قد اسست دولة واحدة في أوائل القرن العشرين، ولكنها لم تؤسس معها (الهوية الوطنية) التي ظلت موجودة طيلة تاريخ العراق، ولكنها بحاجة إلى احياء وتطوير لكي تمنح العراقيين ثقافة ومشاعر انتمائهم الوطني المشترك وتخفف من حدة الخصومات القومية والدينية والطائفية.
وكرر في جميع كتابته وكتبه، انه من دون هذه الهوية الوطنية المشتركة التي توحد العراقيين، يستحيل بناء دولة موحدة ومستقرة. وفضح بالتفصيل مدى تقصير النخب العراقية، لانها لم تهمل فقط الهوية الوطنية، بل تطرفت في ابراز الهويات المحلية المتصارعة: القومية والدينية والطائفية والاممية، التي تنكر تماما وحدة العراق والعراقيين. واعتبر ان جميع الاضطرابات والانقلابات والحروب الخارجية والداخلية بسبب اضطراب الوحدة الوطنية لغياب ثقافة الانتماء الوطني المشترك. واكد على أن الهوية الوطنية يجب أن تكون ذات بعد إنساني وديمقراطي تعترف بالتنوع وتتغذى على الهويات المحلية، القومية والدينية، مثل البحيرة التي تتغذى على مختلف الانهار. وطالب بان تكون (بغداد) مستقبلا مثل (بروكسل) عاصمة للسلام والتقارب والتوحد بين شعوب الشرق الأوسط.
وبسبب موقفه الداعي إلى الوحدة الوطنية العراقية وضد التعصب القومي والطائفي، فأنه واجه دائما عداء المتعصبين دينيا وقوميا، ويتعرض دائما إلى حملات اعلامية تشويهيه من قبل القوى القومية والطائفية الماسكة بالسلطة والاعلام في العراق. خصوصا الاحزاب القومية الانفصالية الكردية التي تعتبر سليم مطر من أشد اعدائها بسبب فضحه في كتبه ومقالاته لطروحاتها العنصرية التعصبية ضد شعوب الشرق الأوسط.
كذلك الاحزاب العنفية المسلحة تعادي الكاتب بسبب طروحاته الداعية إلى الكفاح السلمي ونشر السلام في الشرق الأوسط.

## أهم مؤلفات سليم مطر
كتب سليم مطر العديد من المؤلفات، في مجال الفكر وكذلك الأدب الروائي والقصصي. اما أهم مؤلفاته المتميزة:
1 ـ امرأة القاروة. 1990 ـ 160 ص: وهو اولى كتبه، وقد فازت بجائزة الناقد العربية، وصدرت بعدة طبعات عراقية وعربية. وحازت على سمعة كبيرة في العالم العربي، إذ لا زال يطلق على المؤلف لقب:(صاحب امرأة القارورة)! تدور احداثها في (جنيف) في اعوام الثمانيات من القرن الماضي، حيث يعثر الشاب الأجنبي (آدم) بين اغراضه المنسية على قارورة ورثها من أبيه، وبعد أن فتحها صدفة، خرجت له سيدة خلابة الجمال، اخبرته بانها تعيش في القارورة منذ آلاف الاعوام عندما كانت اميرة سومرية. وقد عاشت مع احفادها الذين توارثوها، وهاهي الآن ستعيش مع (آدم) بعد أن عاشت مع أبيه واجداده. وفعلا تعيش معه مغامرات عدة وبنفس الوقت تحكي له مغامراتها التي عاشتها مع اجداده. وحسب النقاد ان (سيدة القارورة) تمثل الروح العراقية والإنسانية المتوارثة.
وقد ترجمت هذه الرواية إلى الفرنسية: (La Femme à la Fiole) وكذلك إلى الإنكليزي The Woman of the FlِASK

2 ـ الذات الجريحة. 1996 ـ 500 ص: وهو أول كتبه الفكرية التاريخية، والثاني بعد روايته الأولى. حيث استغرق تأليفه عدة سنوات، نشر اولا على شكل دراسات في الصحافة العربية، ثم اشتغل عليه عامين من الاعداد والتحسين لكي يصدره بكتاب اكاديمي متكامل. وفيه شرح بالتفاصيل والاستشهادات الفكرية والتاريخية مفهوم الهوية الوطنية واشكالاتها في العراق والعالم العربي. وقد صدر عدة طبعات في بيروت وبغداد.
3 ـ اعترافات رجل لا يستحي. 2008 ـ 160 ص: وهي رواية سيرة ذاتية، حيث سرد المؤلف حياته منذ الطفولة والمراهقة والشباب حتى حياته في جنيف. وتميزت هذه الرواية السيرة، بالتحليل النفسي والفلسفي الجريء والفاضح ولكن مع الإبقاء على الرصانة الأدبية والقيمة الامتاعية. وصدر بعدة طبعات في بغداد وبيروت.
صدرت الطبعة الفرنسية (La confession d'un étranger) في باريس عام 2011  وتحولت بعض مقاطعها إلى جزء من مسرحية
4 ـ (المنظمات السرية) 2011 ـ 160 ص: وهو كتاب معلوماتي فكري عن المنظمات السرية العالمية ودورها في الشرق الأوسط. ودعى المؤلف القوى الوطنية السلمية في الشرق الأوسط إلى ضرورة التنسيق مع القوى السلمية والإنسانية السياسية والمسيحية واليهودية في أوروبا وأمريكا من اجل فضح ومواجهة القوى الشيطانية التي تغذي العداوات والحروب. ومن اجل اقرار السلام في الشرق الأوسط وفي العالم اجمع.
5 ـ العراق.. سبعة آلاف عام من الحياة ـ 2013 ـ 260 ص: وهواول وأهم كتاب تاريخي وفكري عن تاريخ العراق بجميع مراحله، منذ ما قبل التاريخ وحتى العصر الحديث. وقد زين الكتاب بحوالي 500 صورة ملونة مع خرائط توضيحية ومعلومات تفصيلية ومختصر ممتعة ومفيدة. وكما ذكر، فانه كتاب موجه إلى العراقيين من سن 12 إلى سن 112. وغاية الكتاب تثقيف الاجيال العراقية بتاريخ بلادهم وهويتهم الوطنية التاريخية المشتركة، التي تجمعهم بمختلف اصولهم القومية والدينية والمذهبية.

## باقي الكتب
اما بالنسبة لمؤلفاته الروائية والفكرية، فأنها جميعا تتمحور حول اشكاليات الهوية والانتماء بمعانيها التاريخية والنفسية والسياسية والفكرية، وهي كالتالي:
1 ـ عام 2000 اصدر روايته الثانية التوأم المفقود عن تجوال شاب عراقي منفي يغادر جنيف بحثا عن (توأمه المفقود) ويقوده بحثه العجيب إلى متاهات نفسية وروحانية لم تخطر على البال.
2 ـ عام 2003 اصدر كتابه الفكري الثاني جدل الهويات، عن اشكاليات الفئات الاقوامية العراقية: العرب والاكراد والتركمان والسريان واليزيدية.
3 - عام 2010 كتاب فكري ـ سياسي (العراق الجديد والفكر الجديد).
4 - عام 2011 الاشراف على كتاب جماعي (يقظة الهوية العراقية).
5 ـ عام 2012 كتاب فكري ـ سياسي (مشروع الاحياء الوطني العراقي).

## مجلة ميزوبوتاميا (بلاد النهرين) والموسوعات
منذ عام 2004 بدأ بإصدار (ميزوبوتاميا) الفصلية الثقافية المتخصصة بموضوع (الهوية العراقية).
وضمن اصدرات هذه الفصلية، اشرف على إصدار موسوعات كبيرة (بحدود 400 ص):
1- (خمسة آلاف عام من الانوثة العراقية) 2004: عن تاريخ المرأة العراقية والشخصيات النسوية طيلة تاريخ العراق القديم والمعاصر.
2- (موسوعة المدائن العراقية) 2005: للتعريف بجميع المحافظات العراقية مع أهم المدن، جغرافيا وتاريخيا.
3- (خمسة آلاف عام من التدين العراقي) 2006: للتعريف بالاديان والمذاهب العراقية القديمة (الميتة) والحالية الحية.
4- (موسوعة كركوك قلب العراق) 2008: للتعريف بمحافظة كركوك وتاريخها ومكوناتها الجغرافية والسكانية والثقافية، من اجل المساهمة بتخليص هذه المحافظة من المشاريع القومية الانفصالية والعنصرية.
5 - (موسوعة اللغات العراقية) 2009: للتعريف لجميع اللغات العراقية الفديمة الميتة والحالية الحية، وثقافة القوميات الناطقة بها.
6- (موسوعة البيئة العراقية) 2010: للتعريف بتفاصيل البيئة العراقية والمشاكل الخطيرة التي تواجها، والمساهمة في التخلص من عوامل التلوث والخراب الصناعي والحربي المتراكم.

## مواقع خارجية
- موقع مجلته (ميزوبوتاميا)
- موقع النور